# 톈퉁위안베이역
톈퉁위안베이역(중국어: 天通苑北站)은 중국 베이징시 창핑구 톈퉁위안베이 가도에 위치한 베이징 지하철 5호선의 시종착역이다. 2007년 10월 7일 5호선 쑹자좡역에서 이 역까지의 구간이 개통되면서 영업을 시작하였다.

## 위치
이 역은 톈퉁위안 북쪽 경계의 타이핑좡 북가(太平庄北街)에서 북쪽으로 400m, 둥싼치로(东三旗路) 길목 북쪽에서 500m 떨어져 있다.

## 구조
고가역인 이 역은 2층으로 나뉘며, 아래층은 대합실, 윗층은 상대식 승강장이다. 역의 북쪽 끝에는 열차를 회차하거나 차량기지에 돌아갈 수 있는 회차선이 설치되어 있다.
| 2층 승강장 | 상대식 승강장, 오른쪽 출입문이 열림 | 상대식 승강장, 오른쪽 출입문이 열림 |
| 2층 승강장 | ←                                   | ■ 5호선 하차 전용 승강장            |
| 2층 승강장 | →                                   | ■ 5호선 쑹자좡 방면 (톈퉁위안)      |
| 2층 승강장 | 상대식 승강장, 오른쪽 출입문이 열림 |                                     |
| 지면층     | 대합실                              | A-D출구, 고객 센터, 개집표기        |

## 출구
이 역은 총 4개의 출구가 있다.: A(서),B(동),C,D.
|                     |                                                                        |
| 출구                | 출구 인근                                                              |
| 出口 · A            | 톈퉁위안 교통환승센터(天通苑北交通枢纽)                                |
| 出口 · B            | 리탕로(서측), 버스정류장: 지하철 톈퉁위안북역, 핑시푸센터 동3기 소학교 |
| 出口 · C            | 톈퉁위안 교통환승센터                                                  |
| 出口 · D            | 톈퉁위안 교통환승센터                                                  |
| 아이콘 설명: 경사로 |                                                                        |

## 역세권 정보
- 타이핑좡(太平庄)
- 둥싼치루(东三旗路)